# Chiesa di Sant'Antonio Abate (Sabbioneta)
La chiesa di Sant'Antonio Abate è un edificio religioso di Villa Pasquali, frazione di Sabbioneta, in provincia di Mantova e diocesi di Cremona; fa parte della zona pastorale 5.
La struttura fu edificata nella seconda metà del '700 su progetto dell'architetto Antonio Galli da Bibbiena.

## Storia
La costruzione della chiesa fu pensata dal parroco dell'epoca, Giovanni Battista Pedrazzi che coadiuvato economicamente dalle locali Confraternite della Beata Vergine della Consolazione e del SS. Sacramento, nel 1765 incaricò del progetto uno degli architetti più celebri del '700, Antonio Galli da Bibbiena. Nel novembre del 1766, inopinatamente, durante i lavori di edificazione, la cupola crollò. L'incidente non depresse la volontà dei parrocchiani che nel 1784 portarono a compimento il progetto del Bibiena. Le spese suppletive dovute al crollo della cupola costrinsero a ridimensionare i progetti del Bibiena, in particolare non fu costruita la seconda torre speculare a quella esistente. 
A causa del terremoto dell'Emilia del 2012, la chiesa subì danni che resero necessario il consolidamento strutturale della zona presbiteriale ed absidale. Il restauro si concluse con la riapertura del 2 ottobre 2016.

## Descrizione

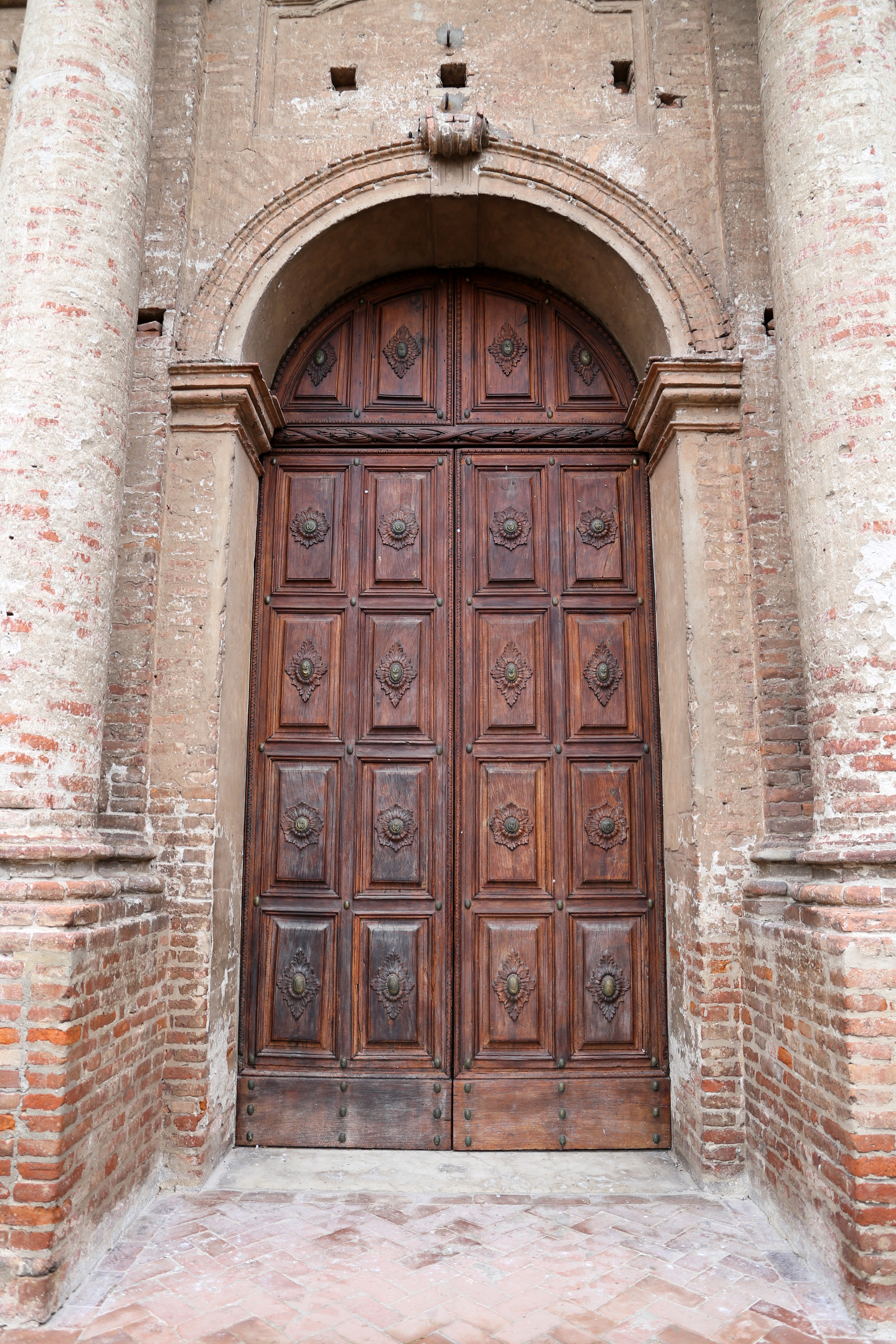
Il portale

La chiesa, di stile rococò, ha una facciata, tutta in laterizio e a faccia a vista, evidenzia due ordini: tuscanico nella parte inferiore e corinzio nella parte superiore con una grande porta centrale e due ai lati di questa. La facciata è rimasta incompiuta come una delle due torri previste dal progetto originario.
L'interno è pianta a croce latina, a unica navata con quattro cappelle laterali, due a sinistra dedicate a san Francesco di Paola e al Sacro Cuore e due a destra dedicate alle anime del Purgatorio e a san Sebastiano. La maestosa cupola è alta 33 metri ed è doppia. Quella più esterna è di colore azzurro volendo rappresentare il cielo, quest'ultimo intravvisto tramite la prima calotta.  Siamo in presenza del più grandioso e riuscito esempio di volte traforate diffuso nelle chiese delle provincie di Mantova e Parma. 
Per la decorazione pittorica interna lavorarono lo stesso architetto Bibiena e successivamente, Pietro Groppi e Giuseppe Cremaschi. La pala d'altare è di Agostino Amadini, cremonese (1877) mentre la Via Crucis è di Francesco Chiozzi. L'affresco dell'Annunciazione è del pittore viadanese Giovanni Morini. 
Nel 1841 Luigi Cavalletti costruì l'organo.